# Schüsse aus der Steinzeit

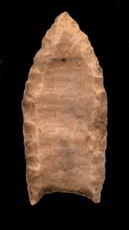
Folsom point – eine charakteristische Projektilspitze der Folsom-Kultur

Schüsse aus der Steinzeit ist der zweite Kriminalroman von Tony Hillerman. Unter dem Titel Dance Hall of the Dead erschien er 1973 in englischer Sprache, deutschsprachig erstmals 1976.

## Kontext
Schüsse aus der Steinzeit ist ein Ethno-Krimi, der sich lose an den zuvor erschienenen Kriminalroman Wolf ohne Fährte desselben Autors anschließt. Ort der Handlung ist der Nordosten des US-Bundesstaates Arizona und dort die dünn besiedelte Navajo Nation Reservation. Zentrale Figur ist der Polizist Joe Leaphorn, Navajo (Dinee, „Volk“) und Beamter der Navajo Tribal Police (Polizei der Navajo Nation Reservation). Der Roman lebt von der Spannung zwischen zwei völlig gegensätzlichen indianischen Kulturen, der halbnomadischen der Navajo und der „städtisch“-sesshaften der Zuñi und ihren völlig unterschiedlichen religiösen Vorstellungen. Deren Darstellung nimmt breiten Raum ein, obwohl das Tatmotiv letztendlich damit wenig zu tun hat. Für die Leser eröffnet das interessante Perspektiven auf die beschriebenen Kulturen, denn nur in Bezug auf die Tradition der Zuñi kommt Joe Leaphorn hier mit seinen Ermittlungen weiter. Hillerman zeigt aber neben der Schilderung indianischer Kulturen auch, wie die „weiße“ Zivilisation in die indianische Tradition eindringt, in alltägliche Dingen oder indem diese Kulturen Objekt archäologisch-anthropologischer Forschungsinteressen werden. Die „weiße“ Kultur wird sehr kritisch gesehen:

„FBI-Männer hatten immer so auszusehen, wie dieser O’Malley: zackiger Haarschnitt, sauber gewaschen, durchtrainiert und unbehindert von lästiger Intelligenz.“

## Personen
- Joe Leaphorn, Ermittler der Navajo Tribal Police. Seine Dienststelle befindet sich in Window Rock, Arizona.
- Ernesto Cato, Zuñi, trainiert für die Rolle des Tänzers des „Kleinen Feuergottes“ beim Shalako-Fest
- George Bowlegs, Navajo, sein Freund, sehr an Kultur und Religion der Zuñi interessiert. Beide besuchen dieselbe Schulklasse.
- Cecil Bowlegs, sein jüngerer Bruder.
- Bowlegs, deren Vater, Alkoholiker.
- Ted Isaacs, Archäologe und Assistent von
- Dr. Chester Reynolds. Beide forschen zur Folsom-Kultur.
- Halsey, Chef einer Hippie-Kommune, vielleicht ein Rauschgifthändler?
- Otis, Mitglied der Kommune
- Susanne, Mitglied der Kommune

## Handlung
Joe Leaphorn sucht George Bowlegs, nachdem dessen Freund, Ernesto Cato, verschwunden ist. George Bowlegs dagegen versucht, mit einer Kachina, einem Totengeist aus der Religion der Zuñi Kontakt aufzunehmen. Die beiden Jungen waren auf der Ausgrabung von Ted Isaacs, haben dort vielleicht Ausgrabungsfunde gestohlen. Joe Leaphorn gelingt es, die Spur von George Bowlegs aufzunehmen. Dabei begleitet ihn Susanne, die aus der Kommune rausgeflogen ist. Es gelingt ihm aber nicht, George in den Bergen zu stellen. Kulminationspunkt ist das Shalako-Fest, bei dem es Joe Leaphorn zwar gelingt, das kriminalistische Rätsel für sich zu lösen, ohne aber in den Besitz gerichtsverwertbarer Beweise zu erlangen oder einen Täter festnehmen zu können.

## Bezug zu anderen Werken
Tony Hillerman setzt mit Schüsse aus der Steinzeit eine Serie fort, die er mit Wolf ohne Fährte begonnen hat. In beiden ist Joe Leaphorn zentrale Figur und Ermittler. Sie bauen sich um indianische Kultur auf. Die Fortsetzung der Reihe ist der Kriminalroman Das Labyrinth der Geister (Listening Woman).

## Ausgaben
- Dance Hall of the Dead. Harper & Row, New York City 1973. ISBN 0-06-011898-9 (Erstausgabe).
- Schüsse aus der Steinzeit
  - Rowohlt. Hamburg 1976, 1977, 1987, 1989.
  - Goldmann Verlag. München 1993, 1998.